# Jessie Stephen
Jessie Stephen (19 de abril de 1893 - 12 de junio de 1979) fue una sufragista británica del siglo XX, activista laboral y concejala local. Creció en Escocia y ganó una beca para formarse como profesora. Las finanzas familiares dictaron lo contrario, lo que la llevó a convertirse en una trabajadora doméstica a la edad de 15 años. Se involucró en cuestiones laborales nacionales cuando era adolescente, a través de organizaciones como el Partido Laborista Independiente y la Unión Social y Política de las Mujeres. Después de trasladarse a Lancashire y Londres, visitó los Estados Unidos y Canadá, donde celebró reuniones con el público, incluidas las trabajadoras domésticas inglesas migrantes.
Más tarde, Stephen se involucró más en los partidos políticos formales, siendo elegida como consejera local y presentándose como candidata en las elecciones generales. Después de mudarse a Bristol se convirtió en la primera mujer presidente del Consejo de Comercio de Bristol. Fue nombrada miembro de la Orden del Imperio Británico en 1977 y su vida se conmemora con una placa azul en Bristol.

## Biografía
Está registrada en el Oxford Dictionary of National Biography como «sufragista y activista laboral», y ha sido descrita como «clase trabajadora».

### Primeros años y familia
Algunas fuentes dan el lugar de nacimiento de Stephen como Marylebone, Londres, otras como Glasgow. La mayor de once hijos en una «familia muy unida...», su padre era un sastre. Ella ha sido descrita como «virtualmente la única miembro de la Unión Social y Política de las Mujeres de la clase trabajadora escocesa (WSPU) de la que se sabe algo». Asistió a escuelas dominicales vinculadas a la iglesia y al socialismo, y se educó en la escuela North Kelvinside. Ganó una beca, para formarse como ayudante-profesora.
Los bajos y variables ingresos de su padre le impidieron perseguir su aspiración de convertirse en maestra, y se convirtió en trabajadora doméstica, a la edad de 15 años. Su padre fue miembro fundador del Partido Laborista Independiente (ILP) cuando se estableció en 1893. Describió a su madre como «muy tranquila y muy opuesta a su padre».
| Desafortunadamente para mis sueños, el desempleo empeoró así que no había nada más que dejar [la beca como profesor alumno].—Jessie Stephen, quoted by Jill Liddington in The Road to Greenham Common: Feminism and Anti-Militarism in Britain Since 1820 |

### Primeros años de carrera
Se la denominó «joven activista de la rama Maryhill del ILP», antes de que se uniera a la WSPU en 1909, a la edad de 16 años. Alrededor de 1911-1912, como se señala en su autobiografía inédita Submission is for Slaves —en la Biblioteca del Movimiento de la Clase Trabajadora en Mánchester—, formó la Federación Escocesa de Trabajadoras Domésticas. Organizó a sus compañeras de servicio a través de reuniones, primero en las calles y luego en Alston's Tea Rooms en Bothwell Street, Glasgow. La organización se fusionó finalmente con la Unión de Trabajadores Domésticos de Gran Bretaña e Irlanda, con sede en Londres, en 1913.
Fue el miembro más joven de la delegación de Glasgow de la Unión Postal Mundial ante el ministro de Hacienda David Lloyd George en 1912, y dirigió la primera de las «Indulgencias Escocesas», que consistió en ataques a los buzones, en Glasgow en febrero de 1913. Su trabajo como criada le favoreció durante estos ataques, como explicó en una entrevista de 1975:

Pude arrojar ácido en los buzones postales sin que nadie sospechara de mí, porque bajé de donde estaba empleada con mi gorra, delantal de muselina y vestido negro... nadie sospecharía nunca que yo pudiera arrojar ácido a través del buzón.

Sylvia Pankhurst se acercó a Stephen y se trasladó de Glasgow a Londres, donde llegó a ser considerada uno de los «miembros más activos» —junto con Emma Boyce, alrededor de 1916— de la Federación del Sufragio de los Trabajadores. En abril de 1919, Stephen fue una de las oradoras que se dirigió a una multitud de «unas 10.000 personas» en Trafalgar Square, oponiéndose al Bloqueo de Alemania. Otros oradores incluyeron a Emmeline Pethick-Lawrence y Theodora Wilson Wilson. También fue un miembro activo de la Cruzada de la Paz de las Mujeres y en la conferencia de 1920 del ILP argumentó contra el uso de la fuerza durante los eventos que precedieron al Tratado de Creación de la URSS.
En los años 20 visitó los Estados Unidos, celebrando reuniones públicas con comunidades de inmigrantes de Escocia y Gales, y recaudando fondos para el Partido Socialista de América. También visitó Vancouver, donde alentó a las trabajadoras domésticas inglesas migrantes a que se sindicalizaran.

### Años intermedios y finales

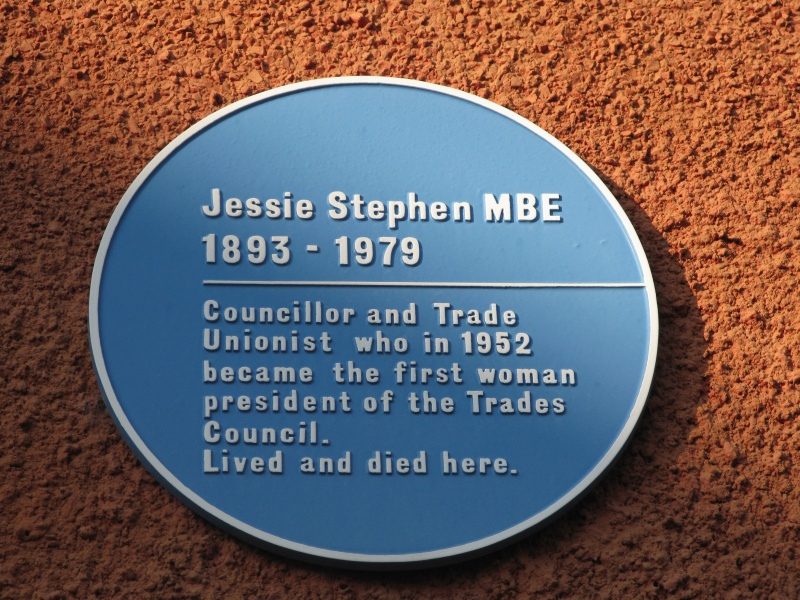
Placa azul en Bedminster, Bristol.

Stephen vivió más tarde en Lancashire, y también en Londres, donde se involucró en la Federación del Este de Londres y vendió el Workers' Dreadnought. Fue elegida consejera del distrito laborista de Bermondsey en 1922, después de no ser seleccionada como candidata parlamentaria del ILP, y trabajó para el diputado de Bermondsey, Alfred Salter. Se presentó como candidata laborista para Portsmouth South en las elecciones generales de 1923, 1924 y 1929, y para Kidderminster en 1931.
A partir de 1924 trabajó como periodista independiente, estableció una agencia de secretariado en Lewes el año 1935, y se unió a la National Union of Clerks en 1938. En la época de la Segunda Guerra Mundial, trabajó para la Radio Murphy en Welwyn Garden City.
Más tarde se trasladó a Bedminster, Bristol, donde trabajó en la sucursal de Broad Quay de la Sociedad Cooperativa de Mayoristas (CWS) y con la Unión Nacional de Empleados.[5] Más tarde se convirtió en presidenta del comité de gestión de la CWS local. Por esta época, habló en público y dio consejos sobre el control de la anticoncepción. Fue elegida para el consejo de la ciudad. En 1952 se convirtió en la primera mujer presidenta del Consejo de Comercio de Bristol.
En las elecciones generales del Reino Unido de 1964, fue candidata del Partido Laborista en la circunscripción de Weston-super-Mare. Fue nombrada MBE por «servicios al movimiento sindical» en junio de 1977.
Murió en el Hospital General de Bristol en 1979, y su vida se conmemora con una placa azul en Bedminster.